# Antisolabis seychellensis
Antisolabis seychellensis ist ein seltenes Insekt aus der Familie Anisolabididae innerhalb der Ordnung der Ohrwürmer. Die Art ist auf Mahé in den Seychellen endemisch.

## Merkmale
Antisolabis seychellensis erreicht, einschließlich der Zangen, eine Länge von 4,5 bis 5 mm. Die Körperfärbung ist schwarz. Die Spitzen der Femora sowie alle Tibiae und Tarsi sind gelblich-braun. Die Tibiae sind in der Mitte schwach dunkel gefärbt. Der Oberkopf ist körnig, behaart und stumpf. Die Vorderbrustseiten sind gelblichbraun und teilweise in der Mitte punktiert. Der übrige Körper ist dicht punktiert und fein behaart. Die Behaarung ist unscheinbar und ziemlich glänzend. Die Augen sind groß. Die Antennen sind schwarzbraun mit einer Anzahl von distalen weißen Segmenten. Die Zangen stehen weit auseinander. Die symmetrischen Zweige sind zylindrisch, zuspitzend und schwach gebogen.

## Verbreitung und Lebensraum

Karte des Verbreitungsgebiets auf der Seychellen-Insel Mahé

Das Verbreitungsgebiet ist auf ein 5 km² großes Areal am Morné Blanc auf der Seychellen-Insel Mahé beschränkt. Antisolabis seychellensis ist in Laubstreu in feuchten Wäldern zu finden.

## Gefährdung
Die IUCN stuft die Art in die Kategorie „vom Aussterben bedroht“ (critically endangered) ein. Die Populationsgröße ist unbekannt. Als Hauptgefährdung gilt Lebensraumverschlechterung, die durch invasive Pflanzenarten, insbesondere Cinnamomum verum und Syzygium jambos, verursacht wird.